# 巴克利灣
巴克利灣是南極洲的海灣，位於喬治五世地，處於寧尼斯冰川和南極大陸之間，由澳大利亞探險家率領的探險隊發現，以探險隊的新西蘭贊助者命名。
68°22′S 148°20′E / 68.367°S 148.333°E